# Langwedel (Holstein)

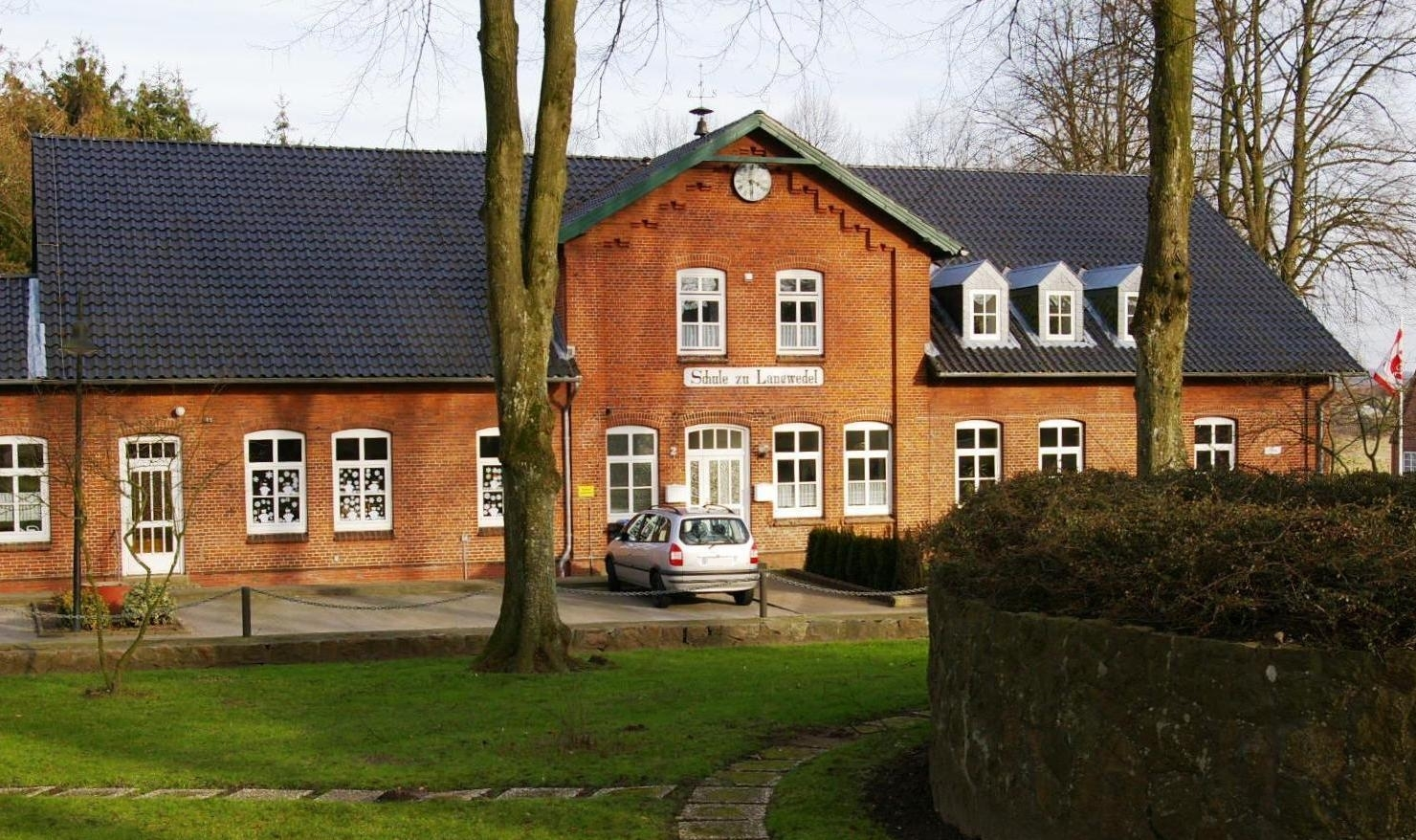
A escola de Langwedel

Langwedel é um município da Alemanha, localizado no distrito de Rendsburg-Eckernförde, estado de Schleswig-Holstein.